# Иванов, Николай Вениаминович
Николай Вениаминович Иванов (10 декабря 1952, Троицк, Челябинская область) — советский и российский юрист и общественный деятель. Бывший народный депутат СССР и депутат Верховного Совета Республики Армения.

## Биография
Родился 10 декабря 1952 года в городе Троицке Челябинской области.
После окончания в 1974 году Свердловского юридического института с 1974 по 1977 год работал в прокуратуре Челябинской области сначала (1974—1976 годы) следователем прокуратуры, затем помощником прокурора города Карталы (1976—1977).
С 1977 года — в прокуратуре Мурманской области.
В 1983—1989 годах совместно с Т. Гдляном был в числе руководителей расследования так называемого «Узбекского дела».
В 1989—1991 годах — народный депутат СССР, депутат Верховного Совета Республики Армения (1990—1995 гг). Один из основателей Народной партии России.
В 1984—1990 годах — следователь по особо важным делам при Генеральном прокуроре СССР.
В настоящее время — адвокат. Среди его подзащитных бывший мэр Владивостока В. И. Черепков, бывший министр юстиции РФ В. А. Ковалёв и другие.
Автор книг «Кремлёвское дело» (в соавторстве с Т. Гдляном), «Следователь из провинции», множества газетных и журнальных публикаций. Удостоен звания «Почётный адвокат».